# Krona kralja Zvonimira
Krona kralja Zvonimira, znana tudi kot Tomislavova krona ali Starohrvaška krona je krona, ki jo leta 1076 hrvaškemu kralju Dimitriju Zvonimiru podaril papeški legat.

## Zgodnji srednji vek

### Podoba hrvaške krone
V Splitu v nekdanjem Jupitrovem templju, kasneje krstilnici sv. Janeza, stoji krstilni kamen, sestavljen iz okrašenih kamnitih plošč. Na eni izmed njih, ki je prej služila kot korna pregrada, je relief s pletenimi ornamenti in upodobitvijo treh oseb. Med njimi izstopa moški s širokim plaščem in krono na glavi. Sedi na prestolu brez naslanjača, v levici drži kraljevo jabolko, v desnici pa križ. Na njegovi desni je svobodnjak, prikazan v stoječem položaju, ob njegovih nogah pa je podložnik, ležeč na trebuhu, s sklenjenimi rokami. Ocenjuje se, da je ta oltarna pregrada s konca 11. stoletja, domnevno iz Solina.
Največji zagon romantični interpretaciji tega reliefa je dal leta 1879 Ivan Kukuljević Sakcinski v delu o kralju Tomislavu. Opisuje videz same plošče in sklepa, da je na njej zagotovo upodobljen hrvaški vladar in da je krona, s katero je bil okronan, »krona Hrvaške«. Kukuljević ugotavlja, da je krona z reliefa podobna bizantinski kroni, kot jo vidimo na upodobitvah cesarja Justinijana, s tem da ima krona z reliefa na vrhu tri križe, kar je bila značilnost frankovskih kron. V primerjavi z bolgarsko krono je ta višja in bolj okrašena. Tej ugotovitvi je nasprotoval Frane Bulić, ki je leta 1888 je izjavil, da je oseba na prestolu pravzaprav upodobitev Jezusa Kristusa.
Ob praznovanju tisočletnice kraljevine Hrvaške je imel Ljubo Karaman predavanje, v katerem je obravnaval tako Kukuljevićevo kot Bulićevo teorijo in ugotovil, da je na reliefu upodobljen hrvaški kralj in da upodobljena krona predstavlja krono hrvaških kraljev. Po njegovem mnenju krona z reliefa spominja na krone frankovskih vladarjev iz karolinške dobe.
Vjekoslav Klaić je zapisal, da bi vladar z reliefa lahko bil kralj Tomislav, članek pa je celo naslovil »Krona kralja Tomislava«. Njegovo razmišljanje je treba razumeti v kontekstu praznovanja tisočletnice kraljevine Hrvaške, katerega vrhunec je bil leta 1925. Njegovi razlagi so poznejši zgodovinarji nasprotovali.

### Vprašanje Tomislavovega kronanja
Klaić, tako kot prej Sakcinski, veliko uporablja Kroniko papeža Dukljanina, ki govori o kronanju vladarja, ki ga Kukuljević neutemeljeno identificira s Tomislavom, čeprav hrvaški prevod dela kralja imenuje Budimir. Klaić je zapisal, da je bil Tomislav prvi hrvaški kralj, katerega kronanje je bilo slovesno opravljeno na Duvanjskem polju. Ferdo Šišić trdi, da se je Tomislav najpozneje leta 925 razglasil za kralja. Tomislavov naziv je potrdil papež Janez X., ki ga v pismu iz leta 925 naslavlja z naslovom »kralj« (lat. rex ), in ne več »knez« (lat. dux ). Šišić meni, da ni nemogoče, da je papež Tomislavu poslal krono z drugimi kraljevimi insignijami.
Nada Klaić, na podlagi obsežnih raziskav hrvaškega srednjega veka in obdobja kralja Tomislava, ovrže mnenje starejšega hrvaškega zgodovinopisja o Tomislavovem kronanju na Duvanjskem polju in poudarja, da že samo dejstvo, da mu papež janez X. daje naslov rex v pismu ne pomeni nujno, da je bil res uradno okronan. S tem mnenjem se strinja tudi Neven Budak, ki meni, da je šlo za nadaljnje dvigovanje ugleda hrvaških vladarjev, ki se je začelo s podelitvijo naslova »princeps« knezu Muncimirju. K rasti Tomislavovega ugleda so prispevali njegovi uspehi v bitkah proti Bolgarom in Madžarom. Čeprav po Budaku uradnega kronanja ni bilo, trdi, da se Hrvaška od takrat naprej lahko imenuje kraljevina, ker so bili tudi Tomislavovi nasledniki imenovani kralji, struktura državne organizacije pa je ustrezala strukturi, ki je bila običajna v takratnih kraljestvih. Ivo Goldstein dokazuje, da v Tomislavovem primeru ne moremo govoriti o nobenem kronanju in da je bil prvi kronani hrvaški kralj Štefan Držislav, prvi uradno kronani kralj pa Zvonimir.

### Kronanje Štefana Držislava
Štefan Držislav je podedoval oblast svojega očeta Mihajla Krešimirja II., ki je po umoru kralja Miroslava uspel stabilizirati razmere v državi. Štefan Držislav je bil v dobrih odnosih z Bizancem, ki mu je dal v upravo bizantinsko Dalmacijo in mu poslal kraljeve insignije. Tako bi lahko bil vladar z reliefa kvečjemu Štefan Držislav, krona pa tista, ki jo je prejel od Bizancem.

### Zvonimirjevo kronanje
Kralj Zvonimir je bil ban svojega predhodnika kralja Petra Krešimirja IV., ki se je strinjal z reformnim gibanjem v Cerkvi, in nasprotoval cesarju Henriku IV. Zvonimir je nadaljeval s takšno politiko in vzdrževal dober odnos s papežem Gregorjem VII., čigar vazal je postal. Papež že leta 1076 pošlje odposlanca, opata Gebizona, ki je bil 8. oktobra 1076 ali 1075 v Solinu, v cerkvi sv. Petra in Mojzesa, je kralja Zvonimirja okronal s krono, ki jo je poslal papež, ter mu v znak kraljeve časti izročil žezlo, meč in zastavo. Ob kronanju kralj Zvonimir v kronski prisegi podari samostanu sv. Gregorja na Vrani, v kateri sta med drugim »z dragimi kamni okrašeni zlati kroni«. Obstajali sta torej poleg Zvonimirove še dve, še starejši, hrvaški kraljevski kroni.
Možno je, da relief iz krstilnice pravzaprav izvira iz Solina, tako da bi lahko bil na reliefu upodobljen kralj Zvonimir, krona pa bi lahko bila tista, ki jo je poslal papež Gregor VII. Po tem ni več govora o kronanju kakšnega hrvaškega vladarja. Obstajajo ugibanja, da so se kraljeve insignije, vključno z Zvonimirjevo krono po smrti Štefana II. verjetno varoval splitski nadškof, nato pa vranski prior.

## Druga svetovna vojna
NDH je pod vodstvom Ante Pavelića uredila meddržavne odnose s Kraljevino Italijo. Predvideno je bilo, da bo NDH postala Kraljevina Hrvaška, ki bo z Italijo povezana v personalni uniji. Ante Pavelić in več hrvaških odposlancev so 18. maja 1941 na slovesnosti v Kvirinalski palači zaprosili italijanskega kralja Viktorja Emanuela III., da za hrvaškega kralja določi člana savojske dinastije. Izbral je italijanskega princa Aimoneja in mu ponudil hrvaško kraljevo krono po Zakonski odredbi o Zvonimirjevi kroni. Krona je bila v obliki zlatega venca, spletenega iz trolista s hrvaško pletenico, na kateri je bil pritrjen križ,  prejel pa jo je skupaj z zlatim jabolkom. Ob prejemu krone je prevzel ime Tomislav II., kot spomin na prvega hrvaškega kralja Tomislava. Kronanje je bilo predvideno v Tomislavgradu, vendar je Aimone zaradi krize okoli dalmatinskega vprašanja zavrnil odhod na Hrvaško. Tomislav II. je menil, da Dalmacija nikoli ne bo italijanska država ter da rimska pogodba nasprotuje dobremu odnosu med Hrvaško in Italijo. Eden od drugih razlogov, zakaj ni prišel na Hrvaško je bilo zaradi njegove osebne varnosti. Pod vladajočo ustaško vlado nikoli ni imel prave moči, kar je njegov naslov kralja spremenilo v nepomemben simbol nekdanjega hrvaškega kraljestva. Čeprav Aimone nikoli ni stopil na hrvaška tla, je na podlagi rimske pogodbe formalno postal hrvaški kralj, NDH pa je uradno postala Kraljevina Hrvaška. Tomislav II. abdiciral 20. avgusta 1943. Kraljevina Italija je brezpogojno kapitulirala 8. septembra 1943, nakar je Ante Pavelić (po posvetovanju z Nemčijo) naslednji dan razveljavil Rimsko pogodbo.
V času NDH je bilo eno najvišjih priznanj red krone kralja Zvonimirja, obstajalo pa je tudi odlikovanje kolajne krone kralja Zvonimirja. Tudi nekatera druga odlikovanja so imela upodobitev Zvonimirjeve krone. Na zastavi Lahke transportne zveze, hrvaške enote v italijanski vojski na vzhodni fronti, je nad hrvaškim grbom nosila Zvonimirjevo krono.

## Starohrvaška krona danes
Po demokratičnih spremembah na Hrvaškem leta 1990 je upodobitev starohrvaške krone ponovno vstopila v veljavo. Prisotna je v grbih dalmatinskih mest, povezanih s hrvaškimi kralji, pa tudi v grbih Šibensko-kninske in Splitsko-dalmatinske županije. Prisotna je tudi v grbu Knina kot mesta, kjer je kraljeval kralj Zvonimir. V Bosni in hercegovini ga najdemo na grbu Tomislavgrada, ki spominja na legendarno kronanje Tomislava. Poleg tega je bila upodobitev splitskega reliefa s podobo hrvaškega vladarja prisotna na bankovcu za 500 kun.